# بخش بیربوم
بخش بیربوم (به انگلیسی: Birbhum district) یک منطقهٔ مسکونی در هند است که در Burdwan division واقع شده‌است. بخش بیربوم ۴٬۵۴۵ کیلومتر مربع مساحت و ۳٬۵۰۲٬۴۰۴ نفر جمعیت دارد.